# Ostrowod
Ostrowod – staropolskie imię męskie, złożone z dwóch członów: Ostro- i -wod ("wodzić, wodzić się"). Mogło oznaczać "surowego dowódcę".